# 布拉格城 (密蘇里州)
布拉格城（英語：Bragg City）是位於美國密蘇里州佩米斯科特縣的城市。

## 人口
根據2020年美國人口普查的數據，布拉格城的面積為0.53平方千米，皆為陸地。當地共有人口72人，而人口密度為每平方千米136人。